# Raïon de Troïtsko-Petchorsk
Le raïon de Troïtsko-Petchorsk (en russe : Тро́ицко-Печо́рский райо́н, en komi : Мылдiн район, Myldïn rajon) est un raïon de la république des Komis, en Russie.

## Géographie
D'une superficie de 40 700 km2, le raïon de Troïtsko-Petchorsk est situé dans la partie sud-est de la république des Komis.
Il borde le raïon d'Oust-Koulom au sud-ouest, le raïon de Sosnogorsk et le raïon de Vouktyl au nord-ouest, le kraï de Perm et l'oblast de Sverdlovsk au sud-est, et le district autonome des Khantys-Mansis–Iougra à l'est.
Le centre administratif du raïon est l'agglomération de Troïtsko-Petchorsk située à 515 kilomètres de Syktyvkar.
Le raïon comprend 10 municipalités rurales : Jakcha, Komsomolsk-na-Pechore, Kourya, Mitrofan-Dikost, Mylva, Nižjjaya Omra, Poktcha, Priuralski, Oust-Ilytch et Znamenka.
Selon le recensement de 2002, 59,0 % des habitants étaient russes, 27,8 % komi, 6,1 % ukrainiens, 1,9 % biélorusses, 0,7 % allemands et 0,6 % tatars.
L'économie repose principalement sur l'utilisation des ressources forestières.

## Réserve naturelle de la Petchora et de l'Ilytch
Le raïon de Troïtsko-Petchorsk est connu pour abriter la réserve naturelle de la Petchora et de l'Ilytch qui est la plus grande réserve naturelle d'Europe avec une superficie de 7 213 km2.
Le parc naturel contient de vastes zones de forêts vierges et forme le cœur du site du patrimoine mondial des forêts vierges de Komi.
Dans la partie de la région du côté de l'Oural, il existe des formations rocheuses spéciales créées par le vent appelées petite montagne des Dieux.
Pendant longtemps, des recherches visant à apprivoiser l'orignal ont été menées dans la réserve naturelle.

## Démographie
La population du raïon de Troïtsko-Petchorsk a évolué comme suit:
| 2002   | 2009   | 2011   | 2013   | 2015   |
| ------ | ------ | ------ | ------ | ------ |
| 17 610 | 15 586 | 13 817 | 12 945 | 12 042 |

| 2019   | 2021   | - | - | - |
| ------ | ------ | - | - | - |
| 10 886 | 10 159 | - | - | - |

## Galerie

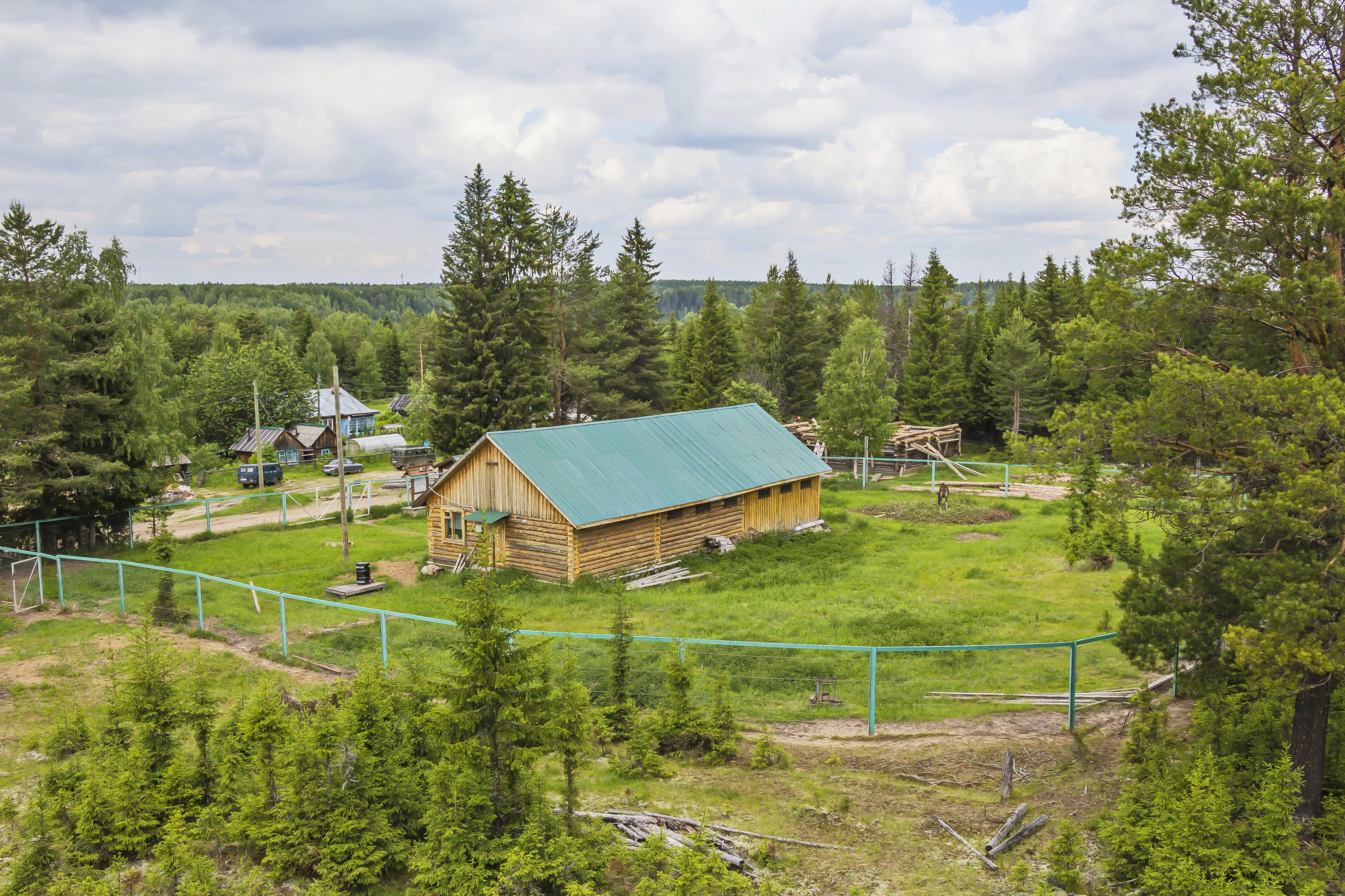
réserve naturelle de la Petchora et de l'Ilytch.
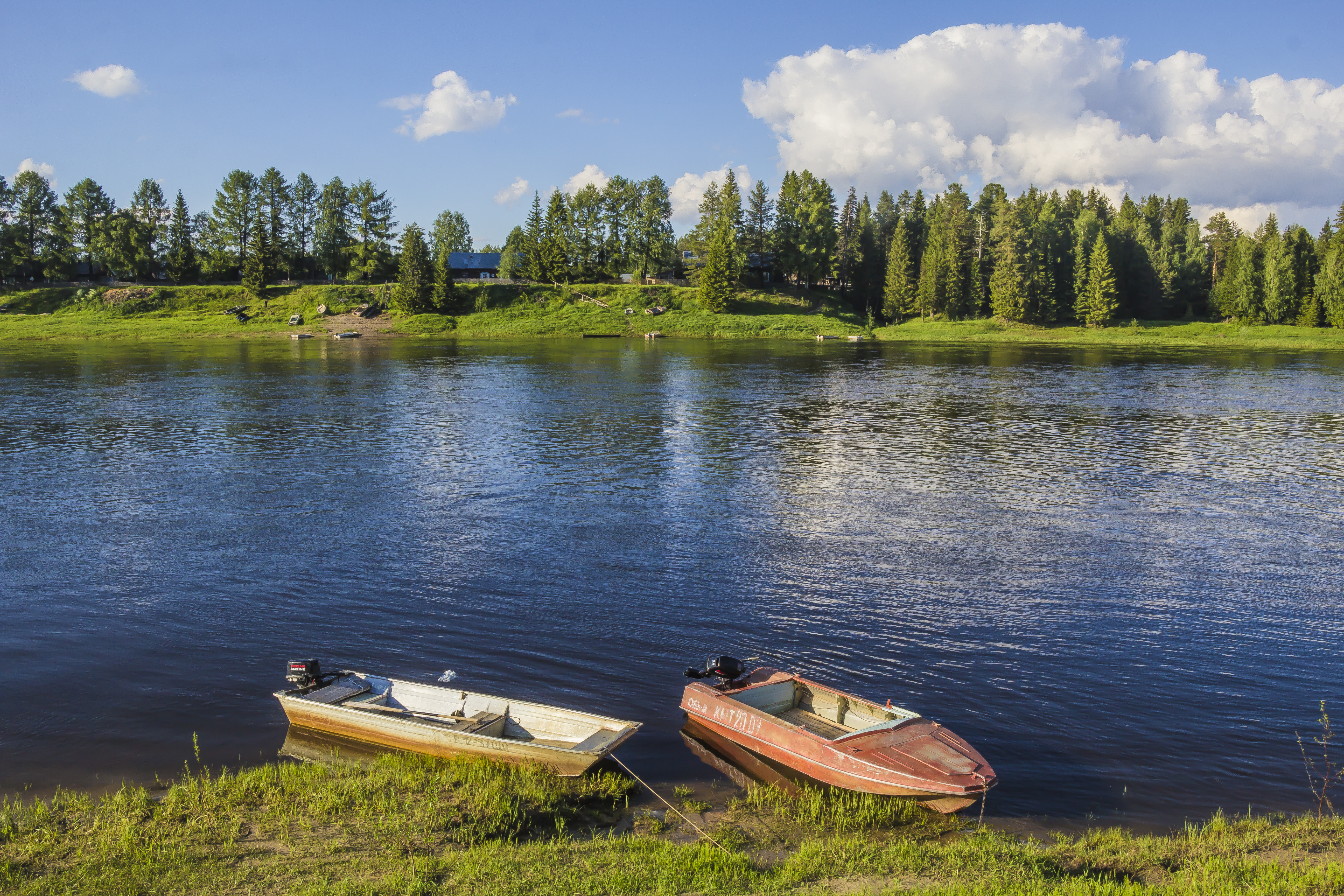
Rives de la Petchora.